# Fidelity (Misuri)
Fidelity es un pueblo ubicado en el condado de Jasper en el estado estadounidense de Misuri. En el Censo de 2010 tenía una población de 257 habitantes y una densidad poblacional de 102,61 personas por km².

## Geografía
Fidelity se encuentra ubicado en las coordenadas 37°4′54″N 94°18′34″O / 37.08167, -94.30944. Según la Oficina del Censo de los Estados Unidos, Fidelity tiene una superficie total de 2.5 km², de la cual 2.5 km² corresponden a tierra firme y (0%) 0 km² es agua.

## Demografía
Según el censo de 2010, había 257 personas residiendo en Fidelity. La densidad de población era de 102,61 hab./km². De los 257 habitantes, Fidelity estaba compuesto por el 96.89% blancos, el 0.39% eran afroamericanos, el 1.56% eran amerindios, el 0% eran asiáticos, el 0% eran isleños del Pacífico, el 0% eran de otras razas y el 1.17% pertenecían a dos o más razas. Del total de la población el 1.56% eran hispanos o latinos de cualquier raza.